# Bad Griesbach Challenge Tour
De Bad Griesbach Challenge Tour was een golftoernooi van de Europese Challenge Tour.

## Challenge Open
De eerste editie ward van 4 tot 7 juli 2013 gespeeld op de Hartl Resort in Bad Griesbach. Hartl had met de Europese Tour een contract gesloten om het toernooi drie keer te ontvangen. De eerste winnaar werd de Italiaan Andrea Pavan gevolgd door Marco Crespi die tweede eindigde. In 2014 won de Zuid-Afrikaan Jake Roos en in 2015 was de Portugees Ricardo Gouveia de sterkste.

## Hartl Resort
Het resort werd in 1990 geopend. Er vijf 18-holes golfbanen. Drie daarvan werden ontworpen door Bernhard Langer.

## Winnaars
| Jaar | Winnaar         | Score | Score |
| ---- | --------------- | ----- | ----- |
| 2013 | Andrea Pavan    | 269   | -19   |
| 2014 | Jake Roos       | 175   | -13   |
| 2015 | Ricardo Gouveia | 269   | -15   |